# Лоша навика
Лоша навика је дебитантски студијски албум босанскохерцеговачке поп певачице Александре Ристић, познатије по псеудониму Александра Матрикс, издат 17. априла 2023. године за XL Elit. За све песме на албуму су снимљени музички спотови објављени на јутјуб каналу певачице. На албуму се налазе два дуета Шта је срећа са Ла Попајем и Чека чека са групом 77. Албум је дигитално издање, није имао физичко издање.

## Списак песама
| №  | Назив        | Трајање |  |
| 1. | Лоша навика  | 2:18    |  |
| 2. | Ниси сам     | 2:30    |  |
| 3. | Ти ме тражи  | 2:30    |  |
| 4. | Шта је срећа | 2:19    |  |
| 5. | Ледена       | 2:33    |  |
| 6. | Ко си сад    | 3:03    |  |
| 7. | Чека чека    | 2:16    |  |
| 8. | На мапи      | 2:52    |  |
| 9. | Ма важи      | 2:36    |  |